# Diócesis de Januária

Regional CNBB Leste 2.

Mapa de la Diócesis de Januária.

La diócesis de Januária (en latín: Dioecesis Ianuariensis y en portugués: Diocese de Januária) es una circunscripción eclesiástica de la Iglesia católica en Brasil. Se trata de una diócesis latina, sufragánea de la arquidiócesis de Montes Claros. Su obispo ordinario es Geraldo de Souza Rodrigues desde el 25 de octubre de 2023.

## Territorio y organización
La diócesis tiene 38 187 km² y extiende su jurisdicción sobre los fieles católicos de rito latino residentes en 18 municipios del estado de Minas Gerais: Bonito de Minas, Chapada Gaúcha, Cônego Marinho, Icaraí de Minas, Itacarambi, Januária, Juvenília, Manga, Miravânia, Montalvânia, Pedras de Maria da Cruz, Pintópolis, Riachinho, Santa Fé de Minas, São Francisco, São João das Missões, São Romão y Urucuia.
La sede de la diócesis se encuentra en la ciudad de Januária, en donde se halla la Catedral de Nuestra Señora de los Dolores.
En 2021 en la diócesis existían 22 parroquias agrupadas en 4 sectores con sede en Januária, Manga, São Francisco y Urucuia.

## Historia
La diócesis fue erigida el 15 de junio de 1957 con la bula Laeto auspicio del papa Pío XII, obteniendo el territorio de la diócesis de Montes Claros (hoy arquidiócesis) y de la prelatura territorial de Paracatu (hoy diócesis de Paracatu). Originalmente era sufragánea de la arquidiócesis de Diamantina.
El 20 de enero de 1964 entregó los municipios de Arinos y Formoso, que hasta marzo de 1963 formaban parte del municipio de São Romão, a la diócesis de Paracatu mediante el decreto Maiori animarum.
El 5 de julio de 2000 cedió una parte de su territorio para la erección de la diócesis de Janaúba mediante la bula Maiori bono Christifidelium del papa Juan Pablo II.
El 25 de abril de 2001 pasó a formar parte de la provincia eclesiástica de la arquidiócesis de Montes Claros.

## Estadísticas
Según el Anuario Pontificio 2022 la diócesis tenía a fines de 2021 un total de 308 450 fieles bautizados.
| Año                                                                             | Población            | Población | Población      | Sacerdotes | Sacerdotes    | Sacerdotes    | Bautizados por sacerdote | Diáconos permanentes | Religiosos | Religiosos | Parroquias |
| Año                                                                             | Bautizados católicos | Total     | % de católicos | Total      | Clero secular | Clero regular | Bautizados por sacerdote | Diáconos permanentes | Varones    | Mujeres    | Parroquias |
| ------------------------------------------------------------------------------- | -------------------- | --------- | -------------- | ---------- | ------------- | ------------- | ------------------------ | -------------------- | ---------- | ---------- | ---------- |
| 1966                                                                            | 229 511              | 237 511   | 96.6           | 22         | 4             | 18            | 10 432                   |                      | 16         | 9          | 11         |
| 1970                                                                            | 299 267              | 301 050   | 99.4           | 19         |               | 19            | 15 750                   |                      | 19         | 9          | 10         |
| 1976                                                                            | 265 067              | 292 919   | 90.5           | 18         |               | 18            | 14 725                   |                      | 18         | 8          | 11         |
| 1980                                                                            | 303 000              | 335 000   | 90.4           | 18         |               | 18            | 16 833                   |                      | 19         | 12         | 11         |
| 1990                                                                            | 378 000              | 408 000   | 92.6           | 21         | 3             | 18            | 18 000                   |                      | 18         | 12         | 13         |
| 1999                                                                            | 446 000              | 471 000   | 94.7           | 25         | 10            | 15            | 17 840                   | 3                    | 15         | 22         | 16         |
| 2000                                                                            | 240 000              | 289 610   | 82.9           | 15         | 3             | 12            | 16 000                   | 2                    | 28         | 22         | 9          |
| 2001                                                                            | 213 000              | 256 500   | 83.0           | 17         | 4             | 13            | 12 529                   | 3                    | 24         | 19         | 12         |
| 2002                                                                            | 241 500              | 256 500   | 94.2           | 16         | 4             | 12            | 15 093                   | 2                    | 12         | 21         | 12         |
| 2003                                                                            | 260 000              | 287 150   | 90.5           | 16         | 6             | 10            | 16 250                   | 2                    | 10         | 23         | 12         |
| 2004                                                                            | 260 000              | 287 150   | 90.5           | 19         | 7             | 12            | 13 684                   | 2                    | 21         | 27         | 14         |
| 2006                                                                            | 266 000              | 294 000   | 90.5           | 19         | 8             | 11            | 14 000                   | 2                    | 15         | 24         | 17         |
| 2013                                                                            | 290 000              | 324 000   | 89.5           | 23         | 14            | 9             | 12 608                   | 2                    | 9          | 16         | 16         |
| 2016                                                                            | 297 000              | 331 000   | 89.7           | 31         | 22            | 9             | 9580                     | 4                    | 9          | 8          | 21         |
| 2019                                                                            | 304 300              | 339 600   | 89.6           | 38         | 30            | 8             | 8007                     | 5                    | 8          | 6          | 22         |
| 2021                                                                            | 308 450              | 344 675   | 89.5           | 39         | 31            | 8             | 7908                     | 5                    | 8          | 6          | 22         |
| Fuente: Catholic-Hierarchy, que a su vez toma los datos del Anuario Pontificio. |                      |           |                |            |               |               |                          |                      |            |            |            |

## Episcopologio
- Daniel Tavares Baeta Neves † (16 de mayo de 1958-1 de junio de 1962 renunció[nota 1])
- João Batista Przyklenk, M.S.F. † (1 de junio de 1962-1 de marzo de 1976 nombrado vicario apostólico de la Noruega Septentrional)
- João Batista Przyklenk, M.S.F. † (18 de marzo de 1977[6] -20 de julio de 1983 renunció) (por segunda vez)
- Anselmo Müller, M.S.F. † (25 de abril de 1984-12 de noviembre de 2008 retirado)
- José Moreira da Silva (12 de noviembre de 2008-14 de diciembre de 2022 nombrado obispo de Porto Nacional)